# Barcelona Open
Il Barcelona Open, noto anche come Barcelona Open Banc Sabadell per motivi di sponsorizzazione, e conosciuto precedentemente anche come Trofeo Godó, Open Sabadell Atlántico e Open SEAT (nome dal 1995 al 2007), è un torneo di tennis professionistico maschile con cadenza annuale. Il torneo si disputa a Barcellona, Spagna, su campi di terra rossa. Appartiene alla categoria ATP Tour 500 ed è il secondo torneo per importanza della Spagna dopo il Master di Madrid. Solitamente si svolge l'ultima settimana di aprile. Nel 2017 il campo centrale è stato intitolato a Rafa Nadal, in nome della leggenda del tennis che vanta il maggior numero di vittorie del torneo.

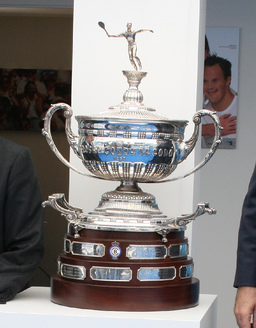
Immagine del trofeo

## Storia[2]

### I primi anni
La prima edizione del torneo venne disputata nel 1953, dal 3 al 7 giugno, e fu vinta dall'americano Vic Seixas che in finale batté l'argentino Enrique Morea per 6–3, 6–4, 22–20 (ancora non era stato introdotto il tiebreak). L'anno successivo Seixas perse in finale contro il connazionale Tony Trabert. Nel 1955 fu un altro americano, Art Larsen, a vincere la finale, stavolta contro il connazionale Budge Patty. Il dominio americano durò ancora due anni con la doppia vittoria di Herbert Flam (1956, 1957) entrambe ai danni di Mervyn Rose che perderà anche la finale del 1958 contro lo svedese Sven Davidson. Nel 1959 si disputò una finale tutta australiana con la vittoria di Neale Fraser su Roy Emerson. Nel 1960 si registrò la prima vittoria di uno spagnolo grazie ad Andrés Gimeno che travolse l'italiano Giuseppe Merlo per 6–1, 6–2, 6–1. L'anno successivo vinse il torneo l'australiano Roy Emerson su un altro spagnolo, Manuel Santana per 6–4, 6–4, 6–1. Questi si prese la rivincita l'anno successivo battendo l'indiano Ramanathan Krishnan. Nel 1963 rivinse Emerson riconfermando il titolo l'anno dopo. Nel 1967 e nel 1968 è l'australiano Martin Mulligan a far suo il trofeo. Nel frattempo il Real Club de Tenis Barcelona era stato ampliato per la crescente importanza del torneo. Lo spagnolo Manuel Orantes vinse nel 1969 sul connazionale Manuel Santana che conquisterà il titolo l'anno successivo.

### Torneo professionistico
Nel 1970 il torneo si aprì ai professionisti. Orantes rivinse dopo due anni, nel 1971, battendo in finale l'americano Bob Lutz per 6–4, 6–3, 6–4. Orantes arriverà in finale nelle tre edizioni successive battuto una volta da Jan Kodeš e due volte da Ilie Năstase. Nel 1975 arrivò a Barcellona il campione svedese Björn Borg che vinse il primo titolo contro l'italiano Adriano Panatta battuto in finale per 1–6, 7–6, 6–3, 6–2. Borg rivincerà il titolo nel 1977 battendo Orantes per 6–2, 7–5, 6–2. Prima delle vittorie del cecoslovacco Ivan Lendl vi furono i successi di Balázs Taróczy e Hans Gildemeister. Lendl vinse nel biennio 1980-1981. A succedergli fu lo svedese Mats Wilander con tre titoli consecutive dal 1982 al 1984. Dal 1980 al 1984 arrivò in finale l'argentino Guillermo Vilas, specialista della terra rossa, che non riuscì mai a vincere il torneo. Il 1985 fu l'anno del francese Thierry Tulasne. L'anno successivo vinse Kent Carlsson che replicherà il successo due anni dopo.
Nel 1990 l'ATP rivoluzionò il calendario e collocando il torneo di Barcellona nelle settimane antecedenti il Roland Garros.
Nel biennio 1989-1990 vinse il colombiano Andrés Gómez. Nel 1991 Emilio Sánchez batté in finale il connazionale Sergi Bruguera per 6–4, 7–6(7), 6–2. Nel 1992 fu un altro spagnolo, Carlos Costa, a vincere. L'austriaco Thomas Muster trionfò a Barcelona nel 1995 e nel 1996. A succedergli fu Albert Costa che conquistò il titolo in finale contro Albert Portas. Tra il 1998 e il 2004 si avvicendarano diversi vincitori Todd Martin, Félix Mantilla, Marat Safin, Juan Carlos Ferrero, Gastón Gaudio, lo spagnolo Carlos Moyá e Tommy Robredo prima dell'arrivo del maiorchino Rafael Nadal che dominò il torneo dal 2005 al 2013, con la pausa nel 2010 quando non vi partecipò, e la cui edizione fu vinta da Fernando Verdasco. Nel 2014 si ebbe una finale a sorpresa con il giapponese Kei Nishikori vittorioso su Santiago Giraldo per 6–2, 6–2. Nel 2015 si riconfermò Nishikori, che in finale batté Pablo Andújar per 6–4, 6–4. Nadal tornò a dominare nei tre anni successivi, raggiungendo così undici successi. Nel 2019 s'impose l'austriaco Dominic Thiem su Daniil Medvedev per 6–4, 6–0. L'edizione del 2020 non venne disputata a causa della pandemia di COVID-19. Nel 2021 il torneo tornò ad essere disputato e la vittoria andò a Rafael Nadal che batté in una lunghissima finale il greco Stefanos Tsitsipas con il punteggio di 6–4, 6(6)–7, 7–5, raggiungendo così quota totale di 12 titoli nel torneo catalano prima del suo ritiro dal tennis, record imbattuto. Nel biennio 2022-2023 è la volta dello spagnolo Carlos Alcaraz, seguito l'anno successivo dallo svedese Casper Ruud ai danni di Tsitsipas, sconfitto per la quarta volta in finale.

## Il trofeo
Il Trofeo Conde de Godo è stato realizzato da Soler Jewelers Cabot. È una coppa d'argento che pesa circa tredici chili. Nella base del trofeo sono inseriti i nomi di tutti i vincitori del torneo. suo valore è stato stimato in circa 36.000 €.

## Albo d'oro

### Singolare
| Anno         | Vincitore                                | Finalista                                | Punteggio                                |
| ------------ | ---------------------------------------- | ---------------------------------------- | ---------------------------------------- |
| 1953         | Vic Seixas                               | Enrique Morea                            | 6–3, 6–4, 22–20                          |
| 1954         | Tony Trabert                             | Vic Seixas                               | 6–0, 6–1, 6–3                            |
| 1955         | Art Larsen                               | Budge Patty                              | 7–5, 3–6, 7–5, 2–6, 6–4                  |
| 1956         | Herbert Flam                             | Mervyn Rose                              | 6–2, 6–3, 6–0                            |
| 1957         | Herbert Flam                             | Mervyn Rose                              | 6–4, 4–6, 6–3, 6–4                       |
| 1958         | Sven Davidson                            | Mervyn Rose                              | 4–6, 6–2, 7–5, 6–1                       |
| 1959         | Neale Fraser                             | Roy Emerson                              | 6–2, 6–4, 3–6, 6–2                       |
| 1960         | Andrés Gimeno                            | Giuseppe Merlo                           | 6–1, 6–2, 6–1                            |
| 1961         | Roy Emerson                              | Manuel Santana                           | 6–4, 6–4, 6–1                            |
| 1962         | Manuel Santana                           | Ramanathan Krishnan                      | 3–6, 6–3, 6–4, 8–6                       |
| 1963         | Roy Emerson                              | Juan Manuel Couder                       | 0–6, 6–4, 6–3, 4–6, 6–3                  |
| 1964         | Roy Emerson                              | Manuel Santana                           | 2–6, 7–5, 6–3, 6–3                       |
| 1965         | Juan Gisbert                             | Martin Mulligan                          | 6–4, 4–6, 6–1, 2–6, 6–2                  |
| 1966         | Thomaz Koch                              | Nikola Pilić                             | 6–3, 6–2, 3–6, 7–5                       |
| 1967         | Martin Mulligan                          | Rafael Osuna                             | 5–7, 7–5, 6–4, 6–3                       |
| 1968         | Martin Mulligan                          | Ingo Buding                              | 6–0, 6–1, 6–0                            |
| 1969         | Manuel Orantes                           | Manuel Santana                           | 6–4, 7–5, 6–4                            |
| ↓ Era Open ↓ |                                          |                                          |                                          |
| 1970         | Manuel Santana                           | Rod Laver                                | 6–4, 6–3, 6–4                            |
| 1971         | Manuel Orantes                           | Bob Lutz                                 | 6–4, 6–3, 6–4                            |
| 1972         | Jan Kodeš                                | Manuel Orantes                           | 6–3, 6–2, 6–4                            |
| 1973         | Ilie Năstase                             | Manuel Orantes                           | 2–6, 6–1, 8–6, 6–4                       |
| 1974         | Ilie Năstase                             | Manuel Orantes                           | 8–6, 9–7, 6–3                            |
| 1975         | Björn Borg                               | Adriano Panatta                          | 1–6, 7–6, 6–3, 6–2                       |
| 1976         | Manuel Orantes                           | Eddie Dibbs                              | 6–1, 2–6, 2–6, 7–5, 6–4                  |
| 1977         | Björn Borg                               | Manuel Orantes                           | 6–2, 7–5, 6–2                            |
| 1978         | Balázs Taróczy                           | Ilie Năstase                             | 1–6, 7–5, 4–6, 6–3, 6–4                  |
| 1979         | Hans Gildemeister                        | Eddie Dibbs                              | 6–4, 6–3, 6–1                            |
| 1980         | Ivan Lendl                               | Guillermo Vilas                          | 6–4, 5–7, 6–4, 4–6, 6–1                  |
| 1981         | Ivan Lendl                               | Guillermo Vilas                          | 6–0, 6–3, 6–0                            |
| 1982         | Mats Wilander                            | Guillermo Vilas                          | 6–3, 6–4, 6–3                            |
| 1983         | Mats Wilander                            | Guillermo Vilas                          | 6–0, 6–3, 6–1                            |
| 1984         | Mats Wilander                            | Joakim Nyström                           | 7–6, 6–4, 0–6, 6–2                       |
| 1985         | Thierry Tulasne                          | Mats Wilander                            | 0–6, 6–2, 3–6, 6–4, 6–0                  |
| 1986         | Kent Carlsson                            | Andreas Maurer                           | 6–2, 6–2, 6–0                            |
| 1987         | Martín Jaite                             | Mats Wilander                            | 7–6, 6–4, 4–6, 0–6, 6–4                  |
| 1988         | Kent Carlsson                            | Thomas Muster                            | 6–3, 6–3, 3–6, 6–1                       |
| 1989         | Andrés Gómez                             | Horst Skoff                              | 6–4, 6–4, 6–2                            |
| 1990         | Andrés Gómez                             | Guillermo Pérez Roldán                   | 6–0, 7–6, 3–6, 0–6, 6–2                  |
| 1991         | Emilio Sánchez                           | Sergi Bruguera                           | 6–4, 7–6(7), 6–2                         |
| 1992         | Carlos Costa                             | Magnus Gustafsson                        | 6–4, 7–6(3), 6–4                         |
| 1993         | Andrij Medvedjev                         | Sergi Bruguera                           | 6(7)–7, 6–3, 7–5, 6–4                    |
| 1994         | Richard Krajicek                         | Carlos Costa                             | 6–4, 7–6(6), 6–2                         |
| 1995         | Thomas Muster                            | Magnus Larsson                           | 6–2, 6–1, 6–4                            |
| 1996         | Thomas Muster                            | Marcelo Ríos                             | 6–3, 4–6, 6–4, 6–1                       |
| 1997         | Albert Costa                             | Albert Portas                            | 7–5, 6–4, 6–4                            |
| 1998         | Todd Martin                              | Alberto Berasategui                      | 6–2, 1–6, 6–3, 6–2                       |
| 1999         | Félix Mantilla                           | Karim Alami                              | 7–6(2), 6–3, 6–3                         |
| 2000         | Marat Safin                              | Juan Carlos Ferrero                      | 6–3, 6–3, 6–4                            |
| 2001         | Juan Carlos Ferrero                      | Carlos Moyá                              | 4–6, 7–5, 6–3, 3–6, 7–5                  |
| 2002         | Gastón Gaudio                            | Albert Costa                             | 6–4, 6–0, 6–2                            |
| 2003         | Carlos Moyá                              | Marat Safin                              | 5–7, 6–2, 6–2, 3–0 (ritirato)            |
| 2004         | Tommy Robredo                            | Gastón Gaudio                            | 6–3, 4–6, 6–2, 3–6, 6–3                  |
| 2005         | Rafael Nadal                             | Juan Carlos Ferrero                      | 6–1, 7–6(4), 6–3                         |
| 2006         | Rafael Nadal                             | Tommy Robredo                            | 6–4, 6–4, 6–0                            |
| 2007         | Rafael Nadal                             | Guillermo Cañas                          | 6–3, 6–4                                 |
| 2008         | Rafael Nadal                             | David Ferrer                             | 6–1, 4–6, 6–1                            |
| 2009         | Rafael Nadal                             | David Ferrer                             | 6–2, 7–5                                 |
| 2010         | Fernando Verdasco                        | Robin Söderling                          | 6–3, 4–6, 6–3                            |
| 2011         | Rafael Nadal                             | David Ferrer                             | 6–2, 6–4                                 |
| 2012         | Rafael Nadal                             | David Ferrer                             | 7–6(1), 7–5                              |
| 2013         | Rafael Nadal                             | Nicolás Almagro                          | 6–4, 6–3                                 |
| 2014         | Kei Nishikori                            | Santiago Giraldo                         | 6–2, 6–2                                 |
| 2015         | Kei Nishikori                            | Pablo Andújar                            | 6–4, 6–4                                 |
| 2016         | Rafael Nadal                             | Kei Nishikori                            | 6–4, 7–5                                 |
| 2017         | Rafael Nadal                             | Dominic Thiem                            | 6–4, 6–1                                 |
| 2018         | Rafael Nadal                             | Stefanos Tsitsipas                       | 6–2, 6–1                                 |
| 2019         | Dominic Thiem                            | Daniil Medvedev                          | 6–4, 6–0                                 |
| 2020         | Annullato per la pandemia di Coronavirus | Annullato per la pandemia di Coronavirus | Annullato per la pandemia di Coronavirus |
| 2021         | Rafael Nadal                             | Stefanos Tsitsipas                       | 6–4, 6(6)–7, 7–5                         |
| 2022         | Carlos Alcaraz                           | Pablo Carreño Busta                      | 6–3, 6–2                                 |
| 2023         | Carlos Alcaraz                           | Stefanos Tsitsipas                       | 6–3, 6–4                                 |
| 2024         | Casper Ruud                              | Stefanos Tsitsipas                       | 7–5, 6–3                                 |
| 2025         | Holger Rune                              | Carlos Alcaraz                           | 7–6(6), 6–2                              |

### Doppio
| Anno | Vincitore                                | Finalista                                | Punteggio                                |
| ---- | ---------------------------------------- | ---------------------------------------- | ---------------------------------------- |
| 1953 | Enrique Morea Vic Seixas                 | Jaime Bartrolí Lennart Bergelin          | 6–3, 3–6, 6–3, 6–1                       |
| 1954 | Vic Seixas Tony Trabert                  | Jack Arkinstall Malcolm Fox              | 6–3, 6–4, 6–2                            |
| 1955 | Mervyn Rose George Worthington           | Art Larsen Budge Patty                   | 6–2, 2–6, 6–2, 6–1                       |
| 1956 | Don Candy Lewis Hoad                     | Bob Howe Art Larsen                      | 6–1, 6–1, 6–2                            |
| 1957 | Bob Howe Mervyn Rose                     | Herbert Flam Sydney Schwartz             | 6–3, 6–3, 5–7, 6–1                       |
| 1958 | Jaroslav Drobný Budge Patty              | Mervyn Rose Warren Woodcock              | 7–5, 6–3, 6–2                            |
| 1959 | Roy Emerson Neale Fraser                 | Luis Ayala Rod Laver                     | 6–2, 4–6, 6–4, 13–11                     |
| 1960 | Roy Emerson Neale Fraser                 | José Luis Arilla Andrés Gimeno           | 6–4, 6–0, 6–4                            |
| 1961 | Bob Hewitt Fred Stolle                   | Bob Mark Manuel Santana                  | 2–6, 6–3, 6–4, 6–4                       |
| 1962 | Roy Emerson Neale Fraser                 | Bob Hewitt Fred Stolle                   | 8–6, 8–6, 6–4                            |
| 1963 | Roy Emerson Manuel Santana               | José Luis Arilla Eduardo Soriano         | 5–7, 6–2, 3–6, 7–5, 6–3                  |
| 1964 | Roy Emerson Ken Fletcher                 | Jose Mandarino Eduardo Soriano           | 6–3, 8–6, 1–6, 5–7, 6–3                  |
| 1965 | Roy Emerson Ramanathan Krishnan          | José Luis Arilla Manuel Santana          | 6–2, 6–1, 6–1                            |
| 1966 | Roy Emerson Fred Stolle                  | Thomaz Koch Jose Mandarino               | 9–7, 6–4                                 |
| 1967 | Thomaz Koch Jose Mandarino               | Ramanathan Krishnan Rafael Osuna         | 6–2, 6–4, 8–6                            |
| 1968 | Carlos Fernandes Patricio Rodríguez      | Thomaz Koch Jose Mandarino               | 6–2, 3–6, 6–3, 6–1, 6–4                  |
| 1969 | Manuel Orantes Patricio Rodríguez        | Terry Addison Ray Keldie                 | 8–10, 6–3, 6–1, 5–7, 6–2                 |
| 1970 | Lew Hoad Manuel Santana                  | Andrés Gimeno Rod Laver                  | 6–4, 9–7, 7–5                            |
| 1971 | Željko Franulović Juan Gisbert           | Cliff Drysdale Andrés Gimeno             | 7–6, 6–2, 7–6                            |
| 1972 | Juan Gisbert Manuel Orantes              | Frew McMillan Ilie Năstase               | 6–3, 3–6, 6–4                            |
| 1973 | Ilie Năstase Tom Okker                   | Antonio Muñoz Manuel Orantes             | 4–6, 6–3, 6–2                            |
| 1974 | Juan Gisbert Ilie Năstase                | Manuel Orantes Guillermo Vilas           | 3–6, 6–0, 6–2                            |
| 1975 | Björn Borg Guillermo Vilas               | Wojciech Fibak Karl Meiler               | 3–6, 6–4, 6–3                            |
| 1976 | Brian Gottfried Raúl Ramírez             | Bob Hewitt Frew McMillan                 | 7–6, 6–4                                 |
| 1977 | Wojciech Fibak Jan Kodeš                 | Bob Hewitt Frew McMillan                 | 6–0, 6–4                                 |
| 1978 | Željko Franulović Hans Gildemeister      | Jean-Louis Haillet Gilles Moretton       | 6–1, 6–4                                 |
| 1979 | Paolo Bertolucci Adriano Panatta         | Carlos Kirmayr Cássio Motta              | 6–4, 6–3                                 |
| 1980 | Steve Denton Ivan Lendl                  | Pavel Složil Balázs Taróczy              | 6–2, 6–7, 6–3                            |
| 1981 | Anders Järryd Hans Simonsson             | Andrés Gómez Hans Gildemeister           | 6–1, 6–4                                 |
| 1982 | Anders Järryd Hans Simonsson             | Carlos Kirmayr Cássio Motta              | 6–3, 6–2                                 |
| 1983 | Anders Järryd Hans Simonsson             | Jim Gurfein Erick Iskersky               | 7–5, 6–3                                 |
| 1984 | Pavel Složil Tomáš Šmíd                  | Martín Jaite Víctor Pecci                | 6–2, 6–0                                 |
| 1985 | Sergio Casal Emilio Sánchez              | Jan Gunnarsson Michael Mortensen         | 6–3, 6–3                                 |
| 1986 | Jan Gunnarsson Joakim Nyström            | Carlos di Laura Claudio Panatta          | 6–3, 6–4                                 |
| 1987 | Miloslav Mečíř Tomáš Šmíd                | Javier Frana Christian Miniussi          | 6–1, 6–2                                 |
| 1988 | Sergio Casal Emilio Sánchez              | Claudio Mezzadri Diego Pérez             | 6–4, 6–3                                 |
| 1989 | Gustavo Luza Christian Miniussi          | Sergio Casal Tomáš Šmíd                  | 6–3, 6–3                                 |
| 1990 | Andrés Gómez Javier Sánchez              | Sergio Casal Emilio Sánchez              | 7–6, 7–5                                 |
| 1991 | Horacio de la Peña Diego Nargiso         | Boris Becker Eric Jelen                  | 3–6, 7–6, 6–4                            |
| 1992 | Andrés Gómez Javier Sánchez              | Ivan Lendl Karel Nováček                 | 6–4, 6–4                                 |
| 1993 | Shelby Cannon Scott Melville             | Sergio Casal Emilio Sánchez              | 7–6, 6–1                                 |
| 1994 | Evgenij Kafel'nikov David Rikl           | Jim Courier Javier Sánchez               | 5–7, 6–1, 6–4                            |
| 1995 | Trevor Kronemann David Macpherson        | Andrea Gaudenzi Goran Ivanišević         | 5–7, 6–1, 6–4                            |
| 1996 | Luis Lobo Javier Sánchez                 | Neil Broad Piet Norval                   | 6–2, 6–4                                 |
| 1997 | Alberto Berasategui Jordi Burillo        | Pablo Albano Àlex Corretja               | 6–3, 7–5                                 |
| 1998 | Jacco Eltingh Paul Haarhuis              | Ellis Ferreira Rick Leach                | 7–5, 6–0                                 |
| 1999 | Paul Haarhuis Evgenij Kafel'nikov        | Massimo Bertolini Cristian Brandi        | 7–5, 6–3                                 |
| 2000 | Nicklas Kulti Mikael Tillström           | Paul Haarhuis Sandon Stolle              | 6–2, 6(2)–7, 7–6(5)                      |
| 2001 | Donald Johnson Jared Palmer              | Tommy Robredo Fernando Vicente           | 7–6(2), 6–4                              |
| 2002 | Michael Hill Daniel Vacek                | Lucas Arnold Ker Gastón Etlis            | 6–4, 6–4                                 |
| 2003 | Bob Bryan Mike Bryan                     | Chris Haggard Robbie Koenig              | 6–4, 6–3                                 |
| 2004 | Mark Knowles Daniel Nestor               | Mariano Hood Sebastián Prieto            | 4–6, 6–3, 6–4                            |
| 2005 | Leander Paes Nenad Zimonjić              | Feliciano López Rafael Nadal             | 6–3, 6–3                                 |
| 2006 | Mark Knowles Daniel Nestor               | Mariusz Fyrstenberg Marcin Matkowski     | 6–2, 6(4)–7, [10–5]                      |
| 2007 | Andrei Pavel Alexander Waske             | Rafael Nadal Tomeu Salvà                 | 6–3, 7–6(1)                              |
| 2008 | Bob Bryan Mike Bryan                     | Mariusz Fyrstenberg Marcin Matkowski     | 6–3, 6–2                                 |
| 2009 | Daniel Nestor Nenad Zimonjić             | Mahesh Bhupathi Mark Knowles             | 6–3, 7–6(9)                              |
| 2010 | Daniel Nestor Nenad Zimonjić             | Lleyton Hewitt Mark Knowles              | 4–6, 6–3, [10–6]                         |
| 2011 | Santiago González Scott Lipsky           | Bob Bryan Mike Bryan                     | 5–7, 6–2, [12–10]                        |
| 2012 | Mariusz Fyrstenberg Marcin Matkowski     | Marcel Granollers Marc López             | 2–6, 7–6(7), [10–8]                      |
| 2013 | Alexander Peya Bruno Soares              | Robert Lindstedt Daniel Nestor           | 5–7, 7–6(7), [10–4]                      |
| 2014 | Jesse Huta Galung Stéphane Robert        | Daniel Nestor Nenad Zimonjić             | 6–3, 6–3                                 |
| 2015 | Marin Draganja Henri Kontinen            | Jamie Murray John Peers                  | 6–3, 6(6)–7, [11–9]                      |
| 2016 | Bob Bryan Mike Bryan                     | Pablo Cuevas Marcel Granollers           | 7–5, 7–5                                 |
| 2017 | Florin Mergea Aisam-ul-Haq Qureshi       | Philipp Petzschner Alexander Peya        | 6–4, 6–3                                 |
| 2018 | Feliciano López Marc López               | Aisam-ul-Haq Qureshi Jean-Julien Rojer   | 7–6(5), 6–4                              |
| 2019 | Juan Sebastián Cabal Robert Farah        | Jamie Murray Bruno Soares                | 6–4, 7–6(4)                              |
| 2020 | Annullato per la pandemia di Coronavirus | Annullato per la pandemia di Coronavirus | Annullato per la pandemia di Coronavirus |
| 2021 | Juan Sebastián Cabal Robert Farah        | Kevin Krawietz Horia Tecău               | 6–4, 6–2                                 |
| 2022 | Kevin Krawietz Andreas Mies              | Wesley Koolhof Neal Skupski              | 6(3)–7, 7–6(5), [10–6]                   |
| 2023 | Máximo González Andrés Molteni           | Wesley Koolhof Neal Skupski              | 6–3, 6(8)–7, [10–4]                      |
| 2024 | Máximo González Andrés Molteni           | Hugo Nys Jan Zieliński                   | 4–6, 6–4, [11–9]                         |
| 2025 | Sander Arends Luke Johnson               | Joe Salisbury Neal Skupski               | 6–3, 6(1)–7, [10–6]                      |

### Senior
| Anno | Finale e risultato                                        | Finale 3º posto e playoff                                     | Round Robin                                                        |
| ---- | --------------------------------------------------------- | ------------------------------------------------------------- | ------------------------------------------------------------------ |
| 2006 | S. Bruguera ha battuto in finale C. Costa 6–1, 6–4        | R. Krajicek ha battuto in finale J. McEnroe 6–7, 6–4, [10–7]  | Gruppo A: M. Wilander e M. Jaite Gruppo B: A. Gómez e J. Sánchez   |
| 2007 | S. Bruguera ha battuto in finale J. Arrese 4–6, 6–1, 10–2 | C. Pioline ha battuto in finale J. McEnroe 6–2, 7–5           | Gruppo A: C. Steeb e R. Krajicek Gruppo B: T. Muster e H. Leconte  |
| 2008 | M. Ríos ha battuto in finale M. Stich 6–3, 6–3            | C. Pioline ha battuto in finale A. Costa 7–6, 3–1 rit.        | Gruppo A: M. Larsson e H. Leconte Gruppo B: S. Bruguera e C. Steeb |
| 2009 | F Mantilla ha battuto in finale A. Costa 6–4, 6–1         | M. Gustafsson ha battuto in finale A. Järryd 6–7, 6–2, [11–9] | Gruppo A: R. Krajicek e P. Cash Gruppo B: C. Pioline e M Stich     |
| 2010 | G. Ivanišević ha battuto in finale T. Enqvist 6–4, 6–4    | J. Balcells ha battuto in finale W. Ferreira 6–0, 6–3         | Gruppo A: S. Bruguera Gruppo B: M. Pernfors                        |

## Record

### Vittorie

#### Maggior numero di titoli in singolare
Di seguito i tennisti vincitori di almeno tre edizioni del torneo in singolare.
| Tennista       | Vittorie | Edizioni                                                               |
| -------------- | -------- | ---------------------------------------------------------------------- |
| Rafael Nadal   | 12       | 2005, 2006, 2007, 2008, 2009, 2011, 2012, 2013, 2016, 2017, 2018, 2021 |
| Roy Emerson    | 3        | 1961, 1963, 1964                                                       |
| Manuel Orantes | 3        | 1969, 1971, 1976                                                       |
| Mats Wilander  | 3        | 1982, 1983, 1984                                                       |

#### Maggior numero di successi in singolare per nazionalità
| Pos. | Nazione     | Titoli | Edizioni |
| ---- | ----------- | ------ | --- |
| 1    | Spagna      | 29     | 1960, 1962, 1965, 1969, 1970, 1971, 1976, 1991, 1992, 1997, 1999, 2001, 2003, 2004, 2005, 2006, 2007, 2008, 2009, 2010, 2011, 2012, 2013, 2016, 2017, 2018, 2021, 2022, 2023 |
| 2    | Svezia      | 8      | 1958, 1975, 1977, 1982, 1983, 1984, 1986, 1988 |
| 3    | Stati Uniti | 6      | 1953, 1954, 1955, 1956, 1957, 1998 |
| 4    | Australia   | 5      | 1959, 1961, 1963, 1964, 1967 |
| 5    | Rep. Ceca   | 3      | 1972, 1980, 1981 |
| 5    | Austria     | 3      | 1995, 1996, 2019 |
| 7    | Romania     | 2      | 1973, 1974 |
| 7    | Ecuador     | 2      | 1989, 1990 |
| 7    | Argentina   | 2      | 1987, 2002 |
| 7    | Giappone    | 2      | 2014, 2015 |
| 11   | Brasile     | 1      | 1966 |
| 11   | Italia      | 1      | 1968 |
| 11   | Ungheria    | 1      | 1978 |
| 11   | Cile        | 1      | 1979 |
| 11   | Francia     | 1      | 1985 |
| 11   | Ucraina     | 1      | 1993 |
| 11   | Paesi Bassi | 1      | 1994 |
| 11   | Russia      | 1      | 2000 |
| 11   | Norvegia    | 1      | 2024 |
| 11   | Danimarca   | 1      | 2025 |

### Vincitore del maggior numero di titoli in singolare
- Rafael Nadal: 12 (2005-2009, 2011-2013, 2016-2018, 2021)

### Vincitore del maggior numero di titoli in doppio
- Roy Emerson: 7 (1959, 1960 e 1962 /Fraser; 1963 /Santana; 1964 /Fletcher; 1965 /Krishnan; e 1966 /Stolle)

### Coppia con il maggior numero di titoli
- Roy Emerson / Neale Fraser: 3 (1959, 1960 e 1962)
- Anders Järryd / Hans Simonsson: 3 (1981-1983)
- Bob Bryan / Mike Bryan: 3 (2003, 2008 e 2016)

### Vincitore del singolare e del doppio nello stesso anno
- Vic Seixas: 1953
- Tony Trabert: 1954
- Neale Fraser: 1959
- Roy Emerson: 1963 e 1964
- Manuel Orantes: 1969 e 1970
- Ilie Năstase: 1973 e 1974
- Björn Borg: 1975
- Ivan Lendl: 1980
- Andrés Gómez: 1990

### Maggior numero di finali
- Rafael Nadal: 12 (vincitore nel 2005-2009, 2011-2013, 2016-2018, 2021)

### Maggior numero di partecipazioni
- Feliciano López: 19 (1998, 2001-2012, 2014-2019)
- Manuel Orantes: 16 (1964-1967, 1969-1977, 1979, 1981 e 1983)